# 16083 Йорвік
16083 Йорвік (16083 Jorvik) — астероїд головного поясу, відкритий 12 жовтня 1999 року.
Тіссеранів параметр щодо Юпітера — 3,655.